# Otoniel Gonzaga
Otoniel "Tony" Gonzaga (Iloilo, 31 juli 1942 - Wenen, 13 januari 2018) was een Filipijns tenor.

## Biografie
Otoniel Gonzaga werd geboren op 31 juli in Iloilo in de Filipijnen. Zijn ouders waren Anita Gonzaga, een mezzo sopraan en Eduardo Gonzaga, een oogdokter. Hij studeerde medicijnen aan de Central Philippines University, maar maakte deze studie niet af, omdat hij zich geen dokter zag worden. In 1963 emigreerde de familie Gonzaga naar de Verenigde Staten. Daar deed hij auditie om te worden aangenomen op het Curtis Institute of Music. In zijn tweede studiejaar won Gonzaga de eerste prijs won in de Marian Anderson Singing Competition, waarmee hij een beurs won. Een van zijn docenten op het Curtis Institute was Margaret Harshaw.
Na zijn studie besloot Gonzaga naar Europa te trekken. Hij behaalde in München een derde plaats in de ARD-Musikwettbewerb en zong daarna tien jaar lang in vele Europese steden zoals Berlijn, Keulen, Düsseldorf, Hamburg, Hannover, München, Stuttgart, Antwerpen, Barcelona, Madrid, Zurich, Bazel en Glasgow. Na tien jaar keerde hij weer terug in de VS, waar hij ook optrad in de Amerikaanse steden Boston, Cincinnati, Cleveland, Columbus, Philadelphia en Miami. Later zong hij ook in de Filipijnen, waar Imelda Marcos voor een impuls zorgde en veel operazangers naar de Filipijnen haalde om op te treden. Zijn laatste optreden in zijn vaderland was in 2006, toen hij optrad met het Manila Philharmonic in Manilla.
Gonzaga overleed op 13 januari 2018 op 75-jarige leeftijd in de Oostenrijkse hoofdstad Wenen. Hij was getrouwd met mezzo sopraan Christina Gonzaga en samen kregen ze drie kinderen.